# Chet Holmgren
Chet Thomas Holmgren (Minneapolis, 2002. május 1. –) amerikai kosárlabdázó, jelenleg az Oklahoma City Thunder játékosa. Egyetemen a Gonzaga Bulldogs csapatában játszott. A 2022-es drafton a második helyen választották. A 2021-es középiskolai osztály legjobb játékosának tartották, center és erőcsatár posztokon tud játszani. Azt követően, hogy első szezonját sérülés miatt ki kellett hagynia az NBA-ben, 2024-ben beválasztották az év legjobb újoncai közé.

## Fiatalkora
Holmgren Minnesota állam fővárosában, Minneapolisban született. Apja, aki az 1980-as években 57 mérkőzésen szerepelt a Minnesotai Egyetem csapatában, volt kosárlabdaedzője gyerekkorában. Hatodikos korában a Minnehaha Academy tanulója lett, amely egy helyi magániskola. Ebben az időszakban már 188 cm volt és Jalen Suggs csapattára volt, teljes középiskolai pályafutása során. Első szezonjában eltörte jobb csuklóját, amelyből való felépülése közben fejlesztette dobótávolságát. A kilencedik osztály előtti évben több, mint 20 centimétert nőtt.

## Középiskolai pályafutása
Első középiskolai évében a Minnehaha Academy tanulójaként 6,2 pontot és 3 lepattanót átlagolt. A csapat sorozatban második 2A állami bajnoki címét nyerte meg a szezonban. Tizedikesként megtriplázta teljesítményét, 18,6 pontot és 11 lepattanót szerzett mérkőzésenként, amely ismét egy 2A bajnoki címhez vezetett. A nyári szünetben sikeres volt a Grassroots Sizzle csapatával az Under Armour Associationben, ahol elnyerte a legértékesebb játékos díjat is. Ezt követően a 2021-es osztály egyik legjobb játékosának tekintették és elkezdett NCAA első divíziós ajánlatokat kapni. 2019 augusztusában országos szinten is ismert lett, miután lecselezte Stephen Curry NBA-játékost Curry saját SC30 edzőtáborában.
2020. január 4-én tizenegyedikes korában 9 pontot, 10 lepattanót és 12 blokkot szerzett a Sierra Canyon School elleni országosan közvetített mérkőzésen egy csapat ellen, amelynek tagja Bronny James, Brandon Boston Jr. és Ziaire Williams. A szezont 14,3 pontot átlagolva zárta le, a Minnehaha 25 meccset nyert meg és mindössze hármat vesztett el.
Végzősként 21 pont mellett 12,3 lepattanót átlagolt. A csapat megnyerte a 3A bajnoki címet, amely négy év alatt negyedik címe volt. Megválasztották a Gatorade Év játékosának, a Naismith Prep Év játékosának, a Morgan Wootten Év játékosának és megkapta a Minnesota Mr. Kosárlabda díjat is. Beválasztották a McDonald’s All-American csapatba is.

### Utánpótlás értékelések
Tizenegyedikes korára 30 ajánlata volt különböző kosárlabdaprogramoktól az országban. 2020 júniusában, Jonathan Kuminga osztályváltását követően ő lett a 2021-es osztály legjobb játékosa az ESPN értékelése szerint. 2021. április 19-én Holmgren bejelentette, hogy elfogadja a Gonzaga Egyetem ajánlatát és aláírta a szándékát kijelentő levelet, hogy kövesse korábbi csapattársát, Jalen Suggs-t.
| Név                                                     | Szülőváros                                                        | Középiskola            | Magasság       | Súly           | Döntés dátuma     |
| ------------------------------------------------------- | ----------------------------------------------------------------- | ---------------------- | -------------- | -------------- | ----------------- |
| Chet Holmgren C                                         | Minneapolis, MN                                                   | Minnehaha Academy (MN) | 7' 0" (213 cm) | 195 lb (88 kg) | 2021. április 19. |
| Chet Holmgren C                                         | Értékelés: Scout: N/A Rivals: 247Sports: ESPN: ESPN-értékelés: 97 |                        |                |                |                   |
| Általános országos rang: Rivals: 1 247Sports: 1 ESPN: 1 |                                                                   |                        |                |                |                   |

## Egyetemi pályafutása
Debütáló mérkőzésén a Dixie State elleni 97–63 arányú győzelem során 14 pontot, 13 lepattanót, 7 blokkot és 6 gólpasszt szerzett. Ő lett az első játékos az elmúlt 25 évben, aki legalább 10 pontot, 10 lepattanót, 5 gólpasszt és 5 blokkot tudott szerezni első meccsén. November 22-én 19 pontot szerzett, mindössze 9 próbálkozásból és tökéletes hatékonysággal büntetődobásokból. Az alapszakasz végén megválasztották a nyugati parti főcsoport legjobb védekező játékosának és az év újoncának. Az NCAA tornán a Georgia State elleni nyitómérkőzésen 19 pontot, 17 lepattanót, 7 blokkot és 5 gólpasszt szerzett. Első és egyetlen szezonjában a csapattal 14,1 pontot, 9,9 lepattanót és 3,7 blokkot átlagolt. 2022. április 21-én Holmgren bejelentette, hogy részt fog venni a 2022-es NBA-drafton.

## Profi pályafutása

### Oklahoma City Thunder (2022–napjainkig)
Holmgrent a második helyen választotta a 2022-es NBA-drafton az Oklahoma City Thunder, amivel a Gonzaga Egyetem és Minnesota állam történetének legmagasabban draftolt játékosa lett, megelőzve Kevin McHale-t. Ezek mellett a legmagasabban draftolt fehér amerikai Adam Morrison (2006) óta. Holmgren része volt a Thunder 2022-es nyári liga csapatának. Debütálásán 23 pontja, 7 lepattanója, 4 gólpassza és egy labdaszerzése volt a Utah Jazz elleni 98–77 arányú győzelem során. Mindezek mellett megdöntötte a nyári liga-rekordot a legtöbb blokkért egy meccsen, hattal. 2022. július 5-én írta alá szerződését a Thunderrel. 2022. augusztus 25-én bejelentették, hogy ki kell hagynia a teljes 2022–2023-as szezont, miután egy nyáron játszott amatőr mérkőzésen Lisfranc-sérülést szenvedett, miközben LeBron James ellen védekezett.
Végül 2023. október 25-én mutatkozott be az NBA-ben, 11 pontot és négy lepattanót szerezve a Chicago Bulls elleni 124–104 arányú győzelem során. Két nappal később 16 pontja, 13 lepattanója és hét blokkja volt a Cleveland Cavaliers ellen, az utóbbi csapatrekordnak számított újoncok között. November 18-án karriercsúcs 36 pontot szerzett, 10 lepattanóval, öt gólpasszal, illetve kettő-kettő labdaszerzéssel, blokkal és hárompontossal együtt, a Golden State Warriors elleni győzelem alatt. Ezzel mindössze a második játékos lett Michael Jordan után, aki újoncként legalább 35 pontot, 10 lepattanót, öt gólpasszt, két labdaszerzést, egy blokkot és két hárompontost tudott szerezni egy mérkőzésen. Az első két hónapra megválasztották a hónap újoncának.

## Válogatott pályafutása
Holmgren 2021-ben tagja volt az amerikai válogatottnak az U19-es világbajnokságon Lettországban. Mérkőzésenként 11,9 pontot, 6,1 lepattanót, 3,3 gólpasszt és 2,7 blokkot átlagolt, csapata aranyérmes, ő pedig a torna legértékesebb játékosa lett.

## Statisztikák

### Egyetem
| Év        | Csapat           | JM | KM | JP/M | MG%  | 3P%  | BD%  | LP/M | GP/M | L/M | B/M | P/M  |
| --------- | ---------------- | -- | -- | ---- | ---- | ---- | ---- | ---- | ---- | --- | --- | ---- |
| 2021–2022 | Gonzaga Bulldogs | 32 | 31 | 26,9 | .607 | .390 | .717 | 9,9  | 1,9  | 0,8 | 3,7 | 14,1 |

### NBA

#### Alapszakasz
| Év        | Csapat                | JM  | KM  | JP/M | MG%  | 3P%  | BD%  | LP/M | GP/M | L/M | B/M | P/M  |
| --------- | --------------------- | --- | --- | ---- | ---- | ---- | ---- | ---- | ---- | --- | --- | ---- |
| 2023–2024 | Oklahoma City Thunder | 82  | 82* | 29,4 | .530 | .370 | .793 | 7,9  | 2,4  | 0,6 | 2,3 | 16,5 |
| 2024–2025 | Oklahoma City Thunder | 32  | 32  | 27,4 | .490 | .375 | .754 | 8,0  | 2,0  | 0,7 | 2,2 | 15,0 |
| Karrier   | Karrier               | 114 | 114 | 28,9 | .519 | .372 | .780 | 7,9  | 2,3  | 0,7 | 2,3 | 16,1 |

#### Rájátszás
| Év      | Csapat                | JM | KM | JP/M | MG%  | 3P%  | BD%  | LP/M | GP/M | L/M | B/M | P/M  |
| ------- | --------------------- | -- | -- | ---- | ---- | ---- | ---- | ---- | ---- | --- | --- | ---- |
| 2024    | Oklahoma City Thunder | 10 | 10 | 34,5 | .496 | .260 | .758 | 7,2  | 2,1  | 0,7 | 2,5 | 15,6 |
| Karrier | Karrier               | 10 | 10 | 34,5 | .496 | .260 | .758 | 7,2  | 2,1  | 0,7 | 2,5 | 15,6 |

## Magánélet
Holmgren apja, Dave, aki szintén 213 cm, 57 mérkőzést játszott a Minnesotai Egyetemen 1984 és 1988 között. Holmgrennek két lánytestvére van.